# Земне ядро: Кидок у пекло

«Земне ядро: Кидок у пекло» (англ. The Core) — американський науково-фантастичний фільм-катастрофа 2003 року режисера Джона Еміеля. Головні ролі зіграли Аарон Екгарт, Гіларі Свенк, Делрой Ліндо, Стенлі Туччі, Чеки Каріо, Брюс Грінвуд та Альфре Вудард. Сюжет оповідає про місію команди науковців і астронавтів, завдання якої — здійснити низку ядерних вибухів, щоб відновити обертання земного ядра, яке зупинилось. Якщо вони не встигнуть, магнітне поле Землі зникне і планета згорить під сонячною радіацією. Для виконання місії споряджається експериментальний підземний корабель «Вергілій», однак глибини планети таять чимало небезпек.
Фільм вийшов у прокат 28 березня 2003 року, дистриб'ютором стала компанія Paramount Pictures. Він отримав змішані відгуки критиків і став касовим провалом, заробивши 74 мільйони доларів у всьому світі при виробничому бюджеті 85 мільйонів.

## Сюжет
У Бостоні з незрозумілої причини одночасно гине 32 людини. Побоюючись, що це дія невідомої зброї, військові США звертаються за допомогою до професора Чиказького університету Джошуа Кійза, фахівця з геомагнетизму, і його друга, французького вченого-зброяра Сержа Левека. Кійз здогадується, що всіх загиблих об'єднувала наявність кардіостимулятора, але вважає, що жоден пристрій не може здійснити такий обширний вплив. Згодом у Лондоні птахи втрачають орієнтацію в просторі, таранячись у транспорт і будівлі. Потім з курсу збивається при посадці космічний шаттл. Кійз і Левек виявляють, що подібні випадки вже відбувалися кількома місяцями раніше. Вчені з'ясовують, що причина в цих подій може бути тільки одна — зовнішнє ядро Землі зупинилося, і магнітне поле планети, що захищає від сонячної радіації, поступово зникає.
Кійз звертається за порадою до вченого Конрада Зімського. Спочатку той не зважає на його дослідження. Джошуа наполягає аби Конрад розглянув дивні випадки останніх місяців. Коли в нижніх широтах Землі спостерігається полярне сяйво, військові та Конрад дослухаються до Джошуа. Той показує, що через три місяці сонячна радіація виведе з ладу електроніку на Землі, а за рік випалить біосферу.
Зімскі пропонує рішення — його давній знайомий Едвард Бразелтон багато років працює над апаратом, здатним рухатися в товщі каміння. Едвард демонструє вченим ультразвукову установку для руйнування каменів, і матеріал, який може захистити апарат від високої температури й тиску. НАСА видає Едварду 50 мільярдів доларів, щоб той встиг побудувати підземний корабель за 3 місяці. Потім апарат доставить до ядра планети атомний заряд.
До команди вчених приєднуються астронавти Боб Айверсон і Ребекка Чайлз, разом вони називають себе «теранавтами». ФБР затримує хакера на прізвисько Щур, та наймає його аби контролювати Інтернет і не допустити поширення інформації про наближення катастрофи. Поки триває будівництво підземного корабля, на Рим обрушується гроза, блискавки руйнують місто.
Через 3 місяці будівництво корабля під назвою «Вергілій» завершується. З екіпажем із шести теранавтів він занурюється під воду й досягає Маріанської западини, де кора планети найтонша. «Вергілій» занурюється в мантію Землі та прямує до ядра, проте на глибині 700 миль корабель потрапляє в заповнену величезними кристалами порожнину. Команді доводиться вийти назовні, щоб зруйнувати кристали, котрі заклинили лазери. План вдається, та в тунель слідом за кораблем затікає магма. Внаслідок цього спершу пошкоджується шланг різака, а потім Джошуа втрачає свій запас кисню та непритомніє. В Айверсона влучає уламок кристала, теранавт падає в магму та гине. Його місце першого пілота займає Ребекка.
«Вергілій» рухається далі й натикається на гігантські алмази, що розрізають останній відсік корабля — той, де міститься атомний заряд. Серж рятує звідти всі необхідні пристрої Джошуа, та гине під тиском магми. Ребекка покладає вину на себе та свариться з Джошуа, поради якого не дослухалася. Однак, вони вирішують продовжити місію та з'ясовують, що діаметр ядра планети більший, ніж передбачалося. Тому «Вергілій» досягне мети раніше, водночас потужності заряду не вистачить аби підштовхнути ядро.
Зімскі зв'язується з військовими на поверхні та згадує про сейсмічну зброю під назвою D.E.S.T.I.N.I. (Deep Earth Seismic Trigger INItiative). Від них він довідується, що ядро планети зупинилося через випробування цієї зброї. Зімскі вважає, що D.E.S.T.I.N.I. може розкрутити ядро, хоча Джошуа впевнений, що це тільки зробить гірше.
Невдовзі над Сан-Франциско виникає озонова діра, крізь яку проникає сонячна радіація, спалюючи місто. Військові готують запуск D.E.S.T.I.N.I. Зімскі пропонує натомість розділити атомний заряд на п'ять частин, кожну з яких помістити в окремий відсік «Вергілія» та підірвати їх у кількох місцях, аби вибухи взаємно підсилили один одного. Джошуа просить Щура знайти розташування D.E.S.T.I.N.I. та саботувати її роботу. Для розділення відсіків доведеться вийти назовні, де температура 5000 ℃. Оскільки теранавт, який це зробить, неминуче загине, екіпаж тягне жереб. Едвард підлаштовує вибір так, щоб коротка паличка дісталася йому, розділяє відсіки та гине.
Джошуа та Зімскі встановлюють окремі заряди у відсіки та повертаються в головний. Ребекка лишає їх у потрібних місцях, але при установці передостаннього заряду Джошуа й Зімскі розуміють, що останній заряд заслабкий. «Вергілій» зазнає поштовху, атомний заряд привалює Зімскі, і йому доводиться залишитися в відсіку. Він радить Джошуа скористатися реактором «Вергілія» для посилення заряду. Джошуа з Ребеккою лишаються в головному відсіку, де розбирають реактор. Виконуюче це, Джошуа обпікає руки.
Заряди вибухають, внаслідок чого в своєму модулі гине Зімскі. Ядро планети розкручується, але «Вергілій» лишається без енергії для руху в товщі Землі. Джошуа з Ребеккою придумують отримати енергію від різниці температур назовні та всередині корабля. Вибух останнього заряду виштовхує «Вергілія» в мантію. Корабель виходить на дно океану біля Гавайських островів, але не може плисти без енергії. Щур здогадується, що поява «Вергілія» привернула увагу китів, завдяки чому водолазам вдається витягти на поверхню Джошуа та Ребекку.
Минає тиждень, Щур оприлюднює інформацію про місію «Вергілія», але видаляє згадки про те, чим була D.E.S.T.I.N.I.

## У ролях
| Актор           | Роль                            |
| --------------- | ------------------------------- |
| Аарон Екгарт    | доктор Джошуа Кійз              |
| Гіларі Свонк    | майор Ребекка Чайлз             |
| Стенлі Туччі    | доктор Конрад Зімскі            |
| Делрой Ліндо    | доктор Едвард Бразелтон         |
| Чеки Каріо      | доктор Серж Левек               |
| Річард Дженкінс | генерал-лейтенант Томас Перселл |
| Елфрі Вудард    | командир польотів Тальма Стіклі |
| Ді-Джей Кволлс  | хакер Теодор Фінч (Щур)         |
| Брюс Грінвуд    | коммандор Роберт Айверсон       |
| Фред Евануїк    | бортінженер Дженкінс            |

## Сприйняття
На агрегаторі рецензій Rotten Tomatoes позитивні оцінки фільму дали 39 % критиків з висновком, що «Земне ядро» не позбавлене привабливості, але загалом це погано зроблений фільм.
Згідно з рецензією The New York Times, «Земне ядро» «нахабно безглуздий» та часто ненавмисне смішний фільм у стилі старомодної класики, як-от «Фантастична подорож» і «Пекло в піднебессі».
Сайт Bad Astronomy вказав на низку суттєвих наукових неточностей у фільмі. Наприклад, магнітне поле Землі виникає не через обертання ядра, а через рух розплавленої речовини в ньому. Тому зупинити чи розкрутити ядро точковою дією неможливо. Також людина не може потонути в лаві (хоча загине від високої температури), бо густина лави вища за густину тіла. Інша велика неточність — це існування просторих підземних порожнин. Вони б обвалилися під вагою верхніх гірських порід, або заповнилися б магмою.